# Ferrières-Haut-Clocher
Ferrières-Haut-Clocher est une commune française située dans le département de l'Eure en région Normandie.

## Géographie

### Localisation
Village du pays d'Ouche.
| Ormes  |                         | Claville               |
| Portes | Ferrières-Haut-Clocher  | Caugé                  |
|        | La Croisille, Glisolles | La Bonneville-sur-Iton |

### Hydrographie
La commune est située dans le bassin Seine-Normandie. Elle n'est drainée par aucun cours d'eau,.

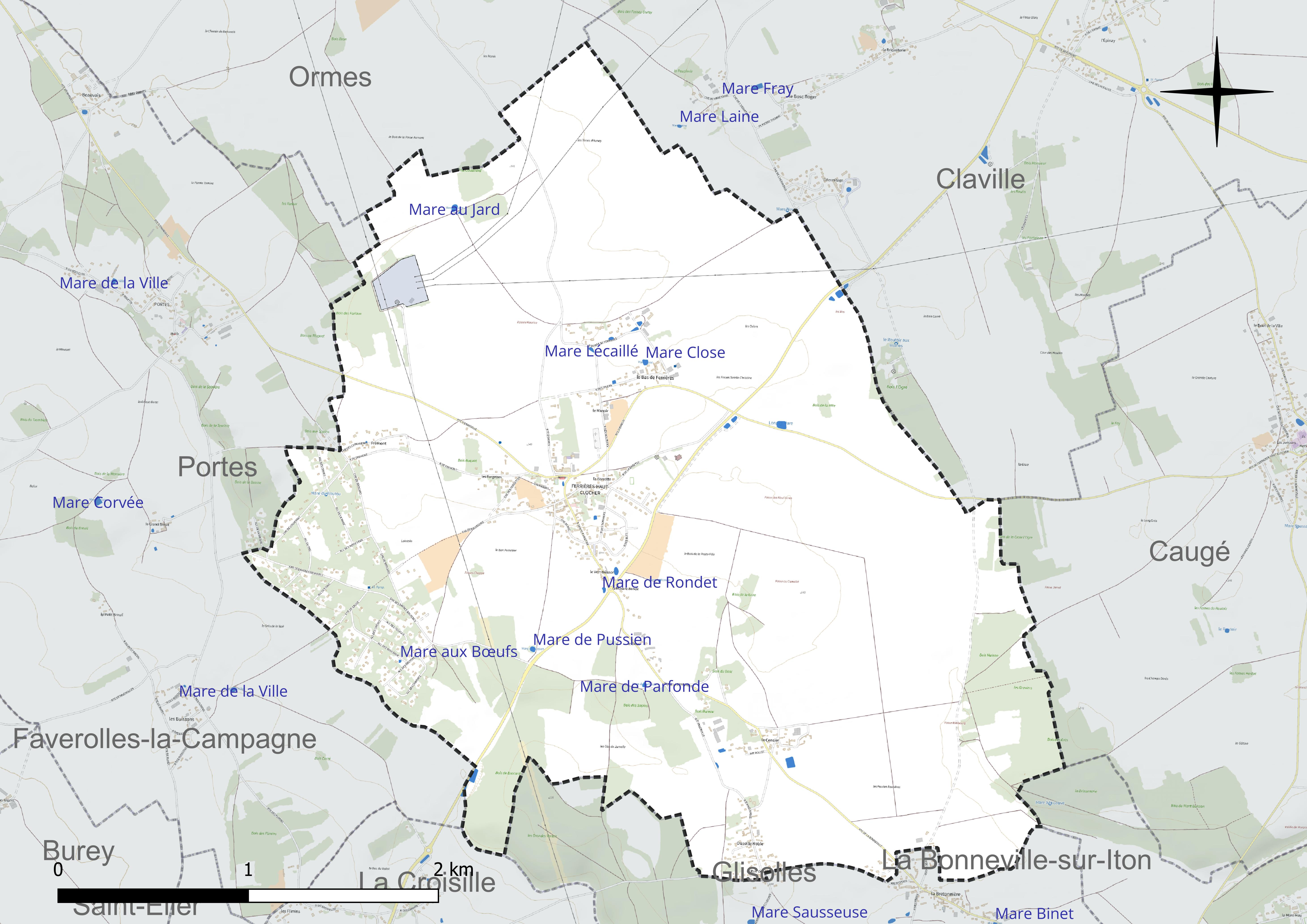
Réseau hydrographique de Ferrières-Haut-Clocher.

Sept plans d'eau complètent le réseau hydrographique : la mare au Jard (0,1 ha), la mare aux BÅ“ufs (0 ha), la mare Close (0,1 ha), la mare de Parfonde (0 ha), la mare de Pussien (0,1 ha), la mare de Rondet (0 ha) et la mare Lécaillé (0 ha),.

### Climat
Pour des articles plus généraux, voir Climat de la Normandie et Climat de l'Eure.
En 2010, le climat de la commune est de type climat océanique dégradé des plaines du Centre et du Nord, selon une étude du CNRS s'appuyant sur une série de données couvrant la période 1971-2000. En 2020, Météo-France publie une typologie des climats de la France métropolitaine dans laquelle la commune est exposée à un climat océanique et est dans la région climatique  Côtes de la Manche orientale, caractérisée par un faible ensoleillement (1 550 h/an) ; forte humidité de l’air (plus de 20 h/jour avec humidité relative > 80 % en hiver), vents forts fréquents. Parallèlement le GIEC normand, un groupe régional d’experts sur le climat, différencie quant à lui, dans une étude de 2020, trois grands types de climats pour la région Normandie, nuancés à une échelle plus fine par les facteurs géographiques locaux. La commune est, selon ce zonage, exposée à un « climat des plateaux abrités », correspondant aux plaines agricoles de l’Eure, avec une pluviométrie beaucoup plus faible que dans la plaine de Caen en raison du double effet d’abri provoqué par les collines du Bocage normand et par celles qui s’étendent sur un axe du Pays d'Auge au Perche.
Pour la période 1971-2000, la température annuelle moyenne est de 10,4 °C, avec  une amplitude thermique annuelle de 14,1 °C. Le cumul annuel moyen de précipitations est de 681 mm, avec 11,3 jours de précipitations en janvier et 8,2 jours en juillet. Pour la période 1991-2020, la température moyenne annuelle observée sur la station météorologique la plus proche, située sur la commune de Guichainville à 16 km à vol d'oiseau, est de 11,1 °C et le cumul annuel moyen de précipitations est de 659,6 mm,. Pour l'avenir, les paramètres climatiques de la commune estimés pour 2050 selon différents scénarios d’émission de gaz à effet de serre sont consultables sur un site dédié publié par Météo-France en novembre 2022.

## Urbanisme

### Typologie
Au 1er janvier 2024, Ferrières-Haut-Clocher est catégorisée commune rurale à habitat dispersé, selon la nouvelle grille communale de densité à 7 niveaux définie par l'Insee en 2022.
Elle est située hors unité urbaine. Par ailleurs la commune fait partie de l'aire d'attraction d'Évreux, dont elle est une commune de la couronne,. Cette aire, qui regroupe 108 communes, est catégorisée dans les aires de 50 000 à moins de 200 000 habitants,.

### Occupation des sols
L'occupation des sols de la commune, telle qu'elle ressort de la base de données européenne d’occupation biophysique des sols Corine Land Cover (CLC), est marquée par l'importance des territoires agricoles (81,4 % en 2018), en diminution par rapport à 1990 (84,9 %). La répartition détaillée en 2018 est la suivante :
terres arables (77,4 %), forêts (15,1 %), zones agricoles hétérogènes (4 %), zones urbanisées (3,5 %). L'évolution de l’occupation des sols de la commune et de ses infrastructures peut être observée sur les différentes représentations cartographiques du territoire : la carte de Cassini (XVIIIe siècle), la carte d'état-major (1820-1866) et les cartes ou photos aériennes de l'IGN pour la période actuelle (1950 à aujourd'hui).

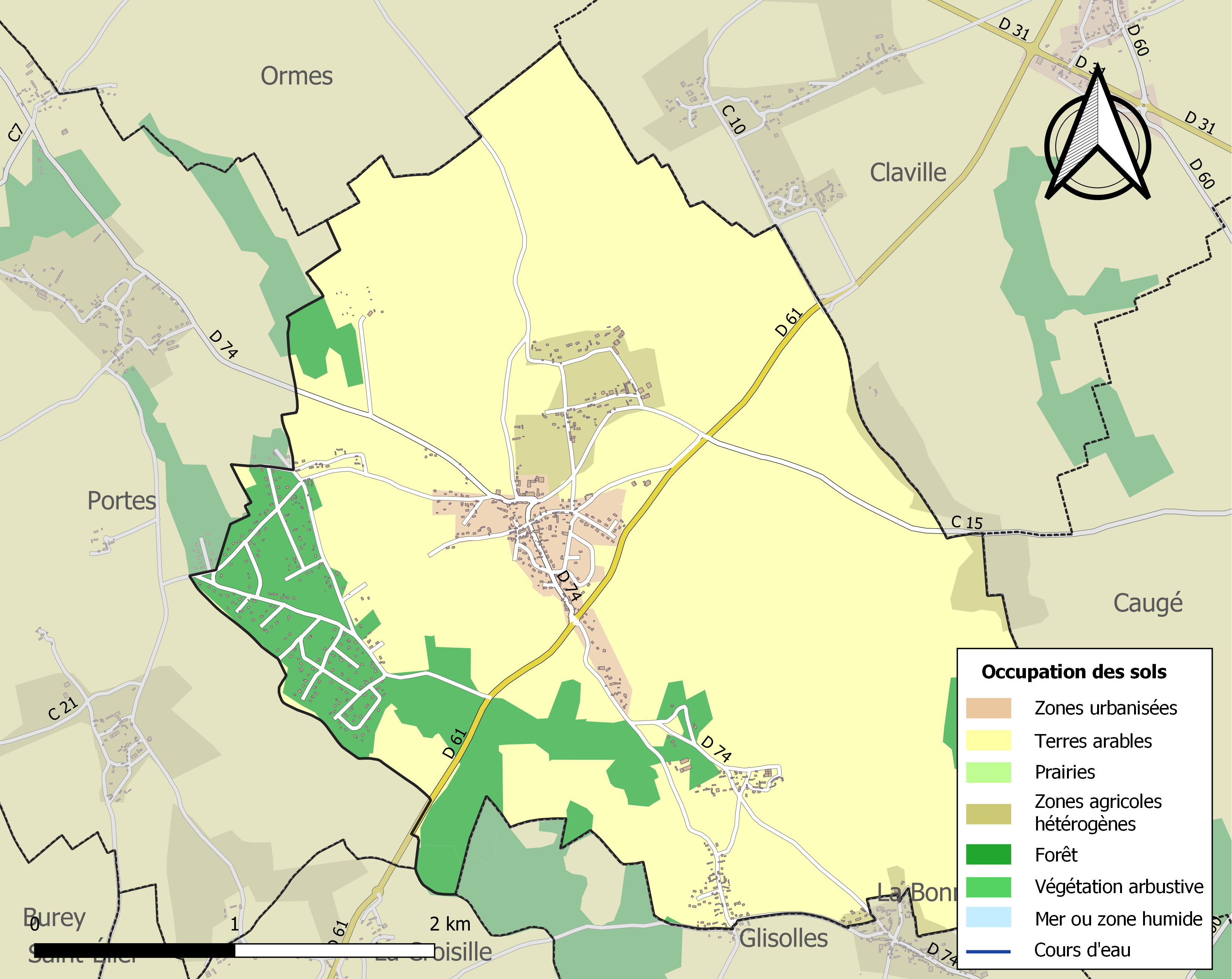
Carte des infrastructures et de l'occupation des sols de la commune en 2018 (CLC).

## Toponymie
Le nom de la localité est attesté sous la forme Ferreriæ en 1152, S. Cristina de Ferrariis en 1152 (bulle d'Eugène III), Ferrères, en 1208 (ch. de la Noë), Férières Haut Clochié en 1322 (grand cartulaire de Saint-Taurin), Ferières Hault Clochier en 1479.

Pluriel de l’oïl ferriere, « Installation pour extraire, fondre et forger le fer ». Dérivé de fer, avec le suffixe -ière.
Lieu d'extraction de minerai de fer, jadis exploité dans le pays d'Ouche. « Installation pour extraire, fondre et forger le fer ».
Le déterminant Haut-Clocher, attesté pour la première fois en 1322, se réfère à l'architecture de l'église.

## Histoire
Oissel-le Noble, hameau de Glisolles, lui est rattachée en 1808.

## Politique et administration
| Période                                  | Période   | Identité            | Étiquette      | Qualité  |
| ---------------------------------------- | --------- | ------------------- | -------------- | -------- |
| Septembre 2024                           | En cours  | Sophie Jehenne      | Sans étiquette |          |
| Juin 2020                                | août 2024 | Jean-Daniel Guitton | Sans étiquette | Cadre    |
| 1989                                     | 2020      | Robert Beautier     | Sans étiquette | Retraité |
| 1971                                     | 1989      | Max Prévost         |                |          |
| 1959                                     | 1971      | Lucien Prévost      |                |          |
| 1947                                     | 1959      | Léon Roze           |                |          |
| 1919                                     | 1947      | Aimé Fauvel         |                |          |
| 1908                                     | 1919      | Jules Chanu         |                |          |
| 1896                                     | 1908      | Adolphe Dubreuil    |                |          |
| 1892                                     | 1896      | Charles Beaumont    |                |          |
| 1884                                     | 1892      | André Lecomte       |                |          |
| Les données manquantes sont à compléter. |           |                     |                |          |

## Démographie
L'évolution du nombre d'habitants est connue à travers les recensements de la population effectués dans la commune depuis 1793. Pour les communes de moins de 10 000 habitants, une enquête de recensement portant sur toute la population est réalisée tous les cinq ans, les populations de référence des années intermédiaires étant quant à elles estimées par interpolation ou extrapolation. Pour la commune, le premier recensement exhaustif entrant dans le cadre du nouveau dispositif a été réalisé en 2007.

En 2022, la commune comptait 1 119 habitants, en évolution de −5,81 % par rapport à 2016 (Eure : −0,25 %, France hors Mayotte : +2,11 %).
| 1793 | 1800 | 1806 | 1821 | 1831 | 1836 | 1841 | 1846 | 1851 |
| ---- | ---- | ---- | ---- | ---- | ---- | ---- | ---- | ---- |
| 292  | 286  | 324  | 416  | 437  | 462  | 467  | 465  | 436  |

| 1856 | 1861 | 1866 | 1872 | 1876 | 1881 | 1886 | 1891 | 1896 |
| ---- | ---- | ---- | ---- | ---- | ---- | ---- | ---- | ---- |
| 432  | 389  | 392  | 365  | 332  | 339  | 344  | 322  | 302  |

| 1901 | 1906 | 1911 | 1921 | 1926 | 1931 | 1936 | 1946 | 1954 |
| ---- | ---- | ---- | ---- | ---- | ---- | ---- | ---- | ---- |
| 303  | 295  | 259  | 220  | 223  | 236  | 235  | 252  | 251  |

| 1962 | 1968 | 1975 | 1982 | 1990 | 1999 | 2006 | 2007  | 2012  |
| ---- | ---- | ---- | ---- | ---- | ---- | ---- | ----- | ----- |
| 229  | 235  | 223  | 391  | 569  | 760  | 996  | 1 030 | 1 185 |

| 2017  | 2022  | - | - | - | - | - | - | - |
| ----- | ----- | - | - | - | - | - | - | - |
| 1 166 | 1 119 | - | - | - | - | - | - | - |

## Culture locale et patrimoine

### Lieux et monuments
- Église Sainte-Christine,  Inscrit MH (1954)[26], offrant un Dit des trois morts et des trois vifs, représentation murale montrant trois jeunes gentilshommes interpellés dans un cimetière par trois morts, qui leur rappellent la brièveté de la vie et l'importance du salut de leur âme.
- Fours à chaux  Inscrit MH (1994)[27].

### Héraldique
| Blason de Ferrières-Haut-Clocher | Blason  | D'argent à deux palmes de sinople croisées en sautoir, mantelé de gueules au coq d'or accosté aux flancs de deux fers de lance d'argent. |
| Blason de Ferrières-Haut-Clocher | Détails | Création Denis Joulain. Adoption en conseil municipal du 8 juin 2020                                                                     |